# Fuente-Tójar
Fuente-Tójar er en by og kommune i det sydlige Spanien i provinsen Córdoba. Den har et indbyggertal på 681 (2024) indbyggere.